# Championnats d'Afrique d'athlétisme 1982
Navigation
Les deuxièmes Championnats d'Afrique d'athlétisme ont lieu du 25 au 28 août 1982 au Stade international du Caire en Égypte. La compétition, organisée par la Confédération africaine d'athlétisme, réunit 297 athlètes issus de 18 pays.
Les deuxièmes Championnats devaient se tenir à Lagos du 12 au 16 août 1981 avant leur annulation à la suite de l'assassinat d'un athlète nigérian par la police.

## Résultats

### Hommes
| Event                 | Or                                                                                      | Argent                                                                        | Bronze                                                                     |
| --------------------- | --------------------------------------------------------------------------------------- | ----------------------------------------------------------------------------- | -------------------------------------------------------------------------- |
| 100 mètres            | Ernest Obeng 10 s 2                                                                     | Théophile Nkounkou 10 s 2                                                     | Boubacar Diallo 10 s 5                                                     |
| 200 mètres            | Boubacar Diallo 20 s 97                                                                 | Georges Kablan Degnan 21 s 41                                                 | Omar Ghizlat 21 s 46                                                       |
| 400 mètres            | Amadou Dia Ba 45 s 8                                                                    | James Atuti 45 s 9                                                            | Mike Okot 46 s 2                                                           |
| 800 mètres            | Juma Ndiwa 1 min 48 s 1                                                                 | James Maina Boi 1 min 48 s 54                                                 | Saïd Aouita 1 min 48 s 80                                                  |
| 1 500 mètres          | Kip Cheruiyot 3 min 42 s 2                                                              | Saïd Aouita 3 min 42 s 2                                                      | Wodajo Bulti 3 min 42 s 5                                                  |
| 5 000 mètres          | Wodajo Bulti 13 min 45 s 34                                                             | Eshetu Tura 13 min 50 s 33                                                    | Erastus Kemei 13 min 50 s 50                                               |
| 10 000 mètres         | Mohamed Kedir 28 min 55 s 5                                                             | Erastus Kemei 28 min 59 s 3                                                   | Ahmed Musa Jouda 29 min 37 s 0                                             |
| Marathon              | Juma Ikangaa 2 h 21 min 05                                                              | Djama Robleh 2 h 31 min 06                                                    | Abdillahi Charmaké 2 h 39 min 59                                           |
| 3 000 mètres steeple  | Eshetu Tura 8 min 30 s 47                                                               | Julius Korir 8 min 32 s 2                                                     | Joshua Kipkemboi 8 min 33 s 4                                              |
| 110 mètres haies      | Philip Sang 13 s 8                                                                      | Charles Kokoyo 14 s 2                                                         | Hisham Mohamed Makin 14 s 3                                                |
| 400 mètres haies      | Amadou Dia Bâ 49 s 55                                                                   | Peter Rwamuhanda 49 s 85                                                      | Meshak Munyoro 51 s 69                                                     |
| Saut en hauteur       | Moussa Sagna Fall 2,20 m                                                                | Boubacar Guèye 2,05 m                                                         | Bhaa El Din Bakr 2,05 m                                                    |
| Saut à la perche      | Loué Legbo 4,00 m                                                                       | Gamal Ramses 3,80 m                                                           | Shawki Hassan Abdallah 3,50 m                                              |
| Saut en longueur      | Doudou N'Diaye 7,62 m                                                                   | Mohamed Kharib Mansour 7,51 m                                                 | Moses Kiyai 7,47 m                                                         |
| Triple saut           | Mamadou Diallo 16,23 m                                                                  | Ahmed Hassan Badra 15,50 m                                                    | William Bisereko 15,42 m                                                   |
| Lancer du poids       | Youssef Nagui Asaad 20,44 m                                                             | Ahmed Kamel Shata 18,41 m                                                     | Ahmed Mohamed Ashoush 17,89 m                                              |
| Lancer de disque      | Mohamed Naguib Hamed 59,82 m                                                            | Hassan Ahmed Hamad 53,08 m                                                    | Mohamed Fatihi 46,94 m                                                     |
| Lancer du marteau     | Hisham Fouad Greiss 60,64 m                                                             | Ahmed Ibrahim Taha 57,86 m                                                    | Hisham Abdeslam Zaki 55,10 m                                               |
| Lancer du javelot     | Zakayo Malekwa 76,18 m                                                                  | George Odera 71,06 m                                                          | Akram Mohamed Khamis 64,24 m                                               |
| Décathlon             | Charles Kokoyo 7 080 pts                                                                | Patrick Cheruiyot Modèle:U,ité                                                | Solomon Kaptich 6 511 pts                                                  |
| 20 km marche          | Shemsu Hassan 1 h 41 min 39                                                             | David Munyao 1 h 49 min 14                                                    | Nelsensio Byingingo 1 h 57 min 02                                          |
| Relais 4 × 100 mètres | Côte d'Ivoire Amadou Méité Otokpa Kouadio Barthelemy Koffi Georges Kablan Degnan 40 s 3 | Sénégal Mamadou Sene Boubacar Diallo ? 40 s 6                                 | Kenya John Anzrah James Atuti Alfred Nyambane Moja Shivanda 40 s 7         |
| Relais 4 × 400 mètres | Kenya Elisha Bitok James Atuti James Maina Boi Juma Ndiwa 3 min 05 s 61                 | Sénégal Boubacar Diallo Moussa Fall Babacar Niang Amadou Dia Ba 3 min 05 s 75 | Ouganda Moses Kyeswa Mike Okot Peter Rwamuhanda John Goville 3 min 06 s 82 |

### Femmes
| Épreuve               | Or                                                                          | Argent                                                                               | Bronze                                                                           |
| --------------------- | --------------------------------------------------------------------------- | ------------------------------------------------------------------------------------ | -------------------------------------------------------------------------------- |
| 100 mètres            | Alice Adala 11 s 6                                                          | Nawal El Moutawakil 11 s 7                                                           | Nzaeli Kyomo 11 s 7                                                              |
| 200 mètres            | Nzaeli Kyomo 23 s 7                                                         | Marième Boye 24 s 5                                                                  | Ruth Enang 24 s 6                                                                |
| 400 mètres            | Ruth Atuti 54 s 48                                                          | Célestine N'Drin 54 s 58                                                             | Marième Boye 54 s 87                                                             |
| 800 mètres            | Evelyn Adiru 2 min 07 s 0                                                   | Célestine N'Drin 2 min 08 s 2                                                        | Mary Chepkemboi 2 min 08 s 4                                                     |
| 1 500 mètres          | Justina Chepchirchir 4 min 22 s 03                                          | Mary Chepkemboi 4 min 24 s 58                                                        | Linah Cheruiyot 4 min 26 s 39                                                    |
| 3 000 mètres          | Justina Chepchirchir 9 min 20 s 3                                           | Linah Cheruiyot 9 min 20 s 8                                                         | Hassania Darami 9 min 54 s 9                                                     |
| 100 mètres haies      | Nawal El Moutawakil 13 s 8                                                  | Ruth Kyalisima 14 s 0                                                                | Chérifa Meskaoui 14 s 0                                                          |
| 400 mètres haies      | Nawal El Moutawakil 58 s 42                                                 | Ruth Kyalisima 59 s 0                                                                | Rose Tata-Muya 60 s 9                                                            |
| Saut en hauteur       | Fernande Agnentchoué 1,67 m                                                 | Salimata Coulibaly 1,67 m                                                            | Lucienne N'Da 1,64 m                                                             |
| Saut en longueur      | Jacinta Serete 5,37 m                                                       | Ifaf Abdel Fatah Mohamed 5,22 m                                                      | Soheir Mohamed Ahmed 5,03 m                                                      |
| Lancer du poids       | Odette Mistoul 14,21 m                                                      | Souad Malloussi 13,74 m                                                              | Herina Malit 12,56 m                                                             |
| Lancer de disque      | Zoubida Laayouni 51,50 m                                                    | Helen Alyek 42,40 m                                                                  | Filomena Silva 42,20 m                                                           |
| Lancer du javelot     | Agnès Tchuinté 50,64 m                                                      | Fatiha Belamghar 45,86 m                                                             | Eunice Nekesa 44,14 m                                                            |
| Heptathlon            | Chérifa Meskaoui 5 353 pts                                                  | Margaret Bisereko 5 029 pts                                                          | Frida Kiptala 4 808 pts                                                          |
| Relais 4 × 100 mètres | Kenya Joyce Odhiambo Geraldine Shitandayi Alice Adala Ruth Atuti 46 s 77    | Côte d'Ivoire Soungbe Sakanoko Odette Tape Seraphine Diambra ? 47 s 23               | Sénégal Marième Boye Françoise Damado ? 50 s 62                                  |
| Relais 4 × 400 mètres | Kenya Selina Chirchir Ruth Atuti Mary Chepkemboi Frida Kiptala 3 min 43 s 8 | Ouganda Evelyn Adiru Farida Kyakutema Ruth Kyalisima Margaret Komugisha 3 min 44 s 9 | Maroc Fatima Aouam Nawal El Moutawakel Fatima Salahi Chaibia Bilali 3 min 47 s 4 |

## Tableau des médailles
| Rang | Nation            | Or | Argent | Bronze | Total |
| ---- | ----------------- | -- | ------ | ------ | ----- |
| 1    | Kenya             | 12 | 10     | 12     | 34    |
| 2    | Sénégal           | 6  | 4      | 3      | 13    |
| 3    | Éthiopie          | 4  | 1      | 1      | 6     |
| 4    | Maroc             | 4  | 4      | 6      | 14    |
| 5    | Égypte, pays hôte | 3  | 7      | 6      | 16    |
| 6    | Tanzanie          | 3  | 0      | 1      | 4     |
| 7    | Côte d'Ivoire     | 2  | 5      | 1      | 8     |
| 8    | Gabon             | 2  | 0      | 0      | 2     |
| 9    | Ouganda           | 1  | 6      | 4      | 4     |
| 10   | Cameroun          | 1  | 0      | 1      | 2     |
| 11   | Ghana             | 1  | 0      | 0      | 1     |
| 12   | Djibouti          | 0  | 1      | 1      | 2     |
| 13   | Congo             | 0  | 1      | 0      | 1     |
| 14   | Soudan            | 0  | 0      | 2      | 2     |
| 15   | Angola            | 0  | 0      | 1      | 1     |